# Dawn Hudson
Dawn Hudson (* 1957 in Hot Springs) ist eine amerikanische Journalistin, Politikwissenschaftlerin und Schauspielerin. Ab dem 8. April 2011 bis 2022 war sie Geschäftsführerin (Chief Executive Officer) der Verwaltung der Academy of Motion Picture Arts and Sciences (AMPAS) in Los Angeles, die jährlich die Oscars verleiht.

## Herkunft und Ausbildung
Dawn Hudson studierte zunächst an der Universität in Harvard, brach ihre dortige Ausbildung jedoch im Junior Year ab, nachdem sie bei einer Prüfung versagt hatte. Sie arbeitete fortan für den demokratischen US-Senator John Little McClellan aus Arkansas in Washington, D.C. Anschließend ging sie abermals aufs College, machte dort ihren Abschluss und setzte ihre Hochschulausbildung an der Washington University in St. Louis und dem Institut des Etudes Politiques im französischen Grenoble fort. Hudson begann ihre berufliche Karriere als Chefredakteurin des St. Louis Magazine und war auch als freie Autorin tätig.

## Karriere im Filmgeschäft
Nach dem Umzug nach Los Angeles war sie kurzzeitig als Schauspielerin überwiegend in Nebenrollen tätig. Überhaupt gelten ihre Auftritte vor der Kamera als "Fußnote". Erste Rollen hatte sie 1994 in Angie in der Regie von Martha Coolidge, ein Jahr später war sie in Ed and His Dead Mother (Regie Jonathan Wacks) besetzt. 2002 spielte sie in High Crimes einen hart gesottenen weiblichen Colonel (Oberst), der sich im Zeugenstand behaupten muss.
Hudson war seit 1991 Präsidentin der gemeinnützigen Filmförderungseinrichtung Film Independent (bis 2004 IFP/Los Angeles). Während der Amtszeit von Hudson wuchs die Organisation von anfänglich 900 auf 5000 Mitglieder. Die Einnahmen stiegen um jährlich rund 25 Prozent. Zu den Zielen von Film Independent gehören die Unterstützung unabhängiger Nachwuchsregisseure, die Förderung der Vielfalt (Diversity) im Filmgeschäft und die Erhöhung der Zuschauerzahlen für ohne große Budgets produzierte Filme. Seit 2001 zählt das Filmfestival von Los Angeles mit jährlich rund 80 000 Gästen zu den Aktivitäten von Film Independent. Außerdem lobt die Organisation jährlich die Independent Spirit Awards aus, Filmpreise für Hollywood-unabhängige Produktionen und organisiert Jahr für Jahr rund 250 öffentliche Filmvorführungen.
Am 8. April 2011 wurde sie Verwaltungschefin (CEO) der Academy of Motion Picture Arts and Sciences, der wichtigsten Film-Akademie der Welt mit rund 8000 Mitgliedern. Der Chefposten war für sie neu geschaffen worden, ihr Vorgänger Bruce Davis hatte zwanzig Jahre als Executive Director amtiert. In der Funktion der CEO ist Hudson die Vorgesetzte von etwa 300 Mitarbeitern, die nicht zuletzt die jährliche Oscar-Zeremonie organisieren. Das zu verwaltende Vermögen der AMPAS belief sich 2011 auf 258 Millionen Dollar, die Fernsehrechte brachten rund eine Milliarde Dollar über eine Laufzeit von zehn Jahren. Bereits unmittelbar nach Beginn ihrer Amtszeit geriet die außerordentlich selbstbewusste Hudson, die in Filmkreisen den Spitznamen Steel Magnolia (stählerne Magnolie) trägt, mit dem mächtigen Führungsgremium, dem Board of Governors aneinander, weil sie Einladungen an Mitglieder aussprach, die bis dahin in der Kompetenz der Governors lagen. Im Januar 2016 versicherte sie in einem Interview mit The Hollywood Reporter, dass die Academy eine "Elite-Institution" sei und nicht die Absicht habe, "politisch korrekt" zu sein, sondern sich strikt an ihre Traditionen und Regeln halte: "Wir sind die Besten der Besten in der Filmindustrie. Wir glauben jedoch, dass wir nach den Besten nicht weit und breit genug Ausschau gehalten haben." Grund für die Stellungnahme waren Debatten über latenten Rassismus in der AMPAS und Überlegungen, den Anteil von Mitgliedern, die ethnischen Minderheiten angehören, von Farbigen und Frauen zu verdoppeln. Bis dahin hatte die Academy selbst bei einer Bestandsaufnahme nur sieben Prozent Farbige und 24 Prozent weibliche Mitglieder gezählt.
Nach der überraschenden Wahl des Kameramanns John Bailey zum Präsidenten der Academy kam es im August 2017 zu einem gereizten Meinungsaustausch mit Hudson, da die beiden erklärtermaßen unterschiedliche Prioritäten verfolgten. Hudson legte Wert auf mehr personelle Vielfalt und ein neues Museum, während sich Bailey auf die Nachwuchsarbeit konzentrieren wollte. Das Museum sollte mit erheblicher Zeitverzögerung 2020 eröffnet werden, wegen der Pandemie hatte das Publikum jedoch erst ab 30. September 2021 Zutritt. Bailey vertritt darüber hinaus die Ansicht, der Board of Governors solle sich unter seiner Führung mehr selbst um das Alltagsgeschäft kümmern. Hudson hatte bei der Neuwahl des Gremiums Baileys Konkurrentin, die Schauspielerin Laura Dern unterstützt, die dann jedoch nicht antrat. Gleichwohl erhielt Hudson einen neuen Dreijahresvertrag, der 2020 ausläuft.
Im Sommer 2018 sah sich Hudson wegen über Jahre hinweg fallender TV-Quoten und großem Druck seitens des übertragenden Fernsehsenders ABC genötigt, in einer Mail an die AMPAS-Mitglieder zu versichern, dass die Oscar-Verleihung in Zukunft einschließlich der Werbeeinblendungen keinesfalls länger als drei Stunden dauern wird, ein Ziel, das seit 1973 nicht mehr erreicht wurde. Außerdem verteidigte Hudson im August 2018 das Vorhaben, eine neue Oscar-Kategorie für "Populären Film" einzuführen. Es habe dafür sehr viel "positive Resonanz" von Seiten der Mitglieder gegeben. Wegen öffentlicher Kritik zog die AMPAS den Reformplan dann doch nach einer Woche zurück.
Ihre bisherige Arbeit bilanzierend, sagte Hudson im Januar 2020, sie sehe bei ihrer täglichen Arbeit große Fortschritte bei der Diversität innerhalb der Academy. So ließen Männer Frauen in Gremiensitzungen ausreden, statt ihnen wie früher ins Wort zu fallen. Es müssten dringend mehr Filme von Frauen und Farbigen gedreht werden, die Bedeutung dieses Themas "könne gar nicht hoch genug" eingeschätzt werden, aber sie sei optimistisch.
Im Januar 2019 bekam Hudson in ihrer Funktion als CEO Unterstützung durch die neu eingestellte Christine Simmons, die als COO (Chief Operating Officer) tätig sein wird, eine Position, die seit 2013 vakant war.
Am 18. Oktober 2021 teilte Hudson mit, dass sie nach zehn Jahren "zum Ende der Amtszeit" aufhören wolle, wobei offen blieb, ob sie damit das Auslaufen ihres aktuellen Vertrags im Mai 2023 oder einen früheren Zeitpunkt meinte. Ihr jährliches Einkommen wurde vom Fachblatt Deadline im Jahr 2020 auf 944.754 US-Dollar geschätzt. Das Aufsichtsgremium der Academy kündigte an, umgehend die Suche nach einer Nachfolgeperson einzuleiten.
2022 wurde der Direktor des Academy Museum of Motion Pictures, Bill Kramer, als Nachfolger von Dawn Hudson vom Aufsichtsrat zum Geschäftsführer der Akademie gewählt.

## Zitat
Das Schlimmste, was jemand in Hollywood über Dich sagen kann, ist gar nichts, und das war nicht das Problem, seit Hudson den Job übernahm.
(In Hollywood, the worst thing anyone can say about you is nothing at all, and that has not been a problem since Hudson came on board.) - Mary McNamara in der Los Angeles Times

## Filmografie
- 1993: Hol’ die Mama aus dem Sarg! (Ed and His Dead Mother)
- 1994: Angie
- 1994: Dr. Quinn – Ärztin aus Leidenschaft (Dr. Quinn, Medicine Woman, Fernsehserie, eine Folge)
- 1997: In Dark Places – Wo das Schicksal keinen Schatten wirft (In Dark Places)
- 1997: C-16: Spezialeinheit FBI (C-16: FBI, Fernsehserie, eine Folge)
- 1997–1998: Pretender (The Pretender, Fernsehserie, 2 Folgen)
- 1999: Seven Days – Das Tor zur Zeit (Seven Days, Fernsehserie, eine Folge)
- 2002: High Crimes – Im Netz der Lügen (High Crimes)
- 2011: Cinema Verite – Das wahre Leben (Cinema Verite, Fernsehfilm)